# Innocenty (Gizel)

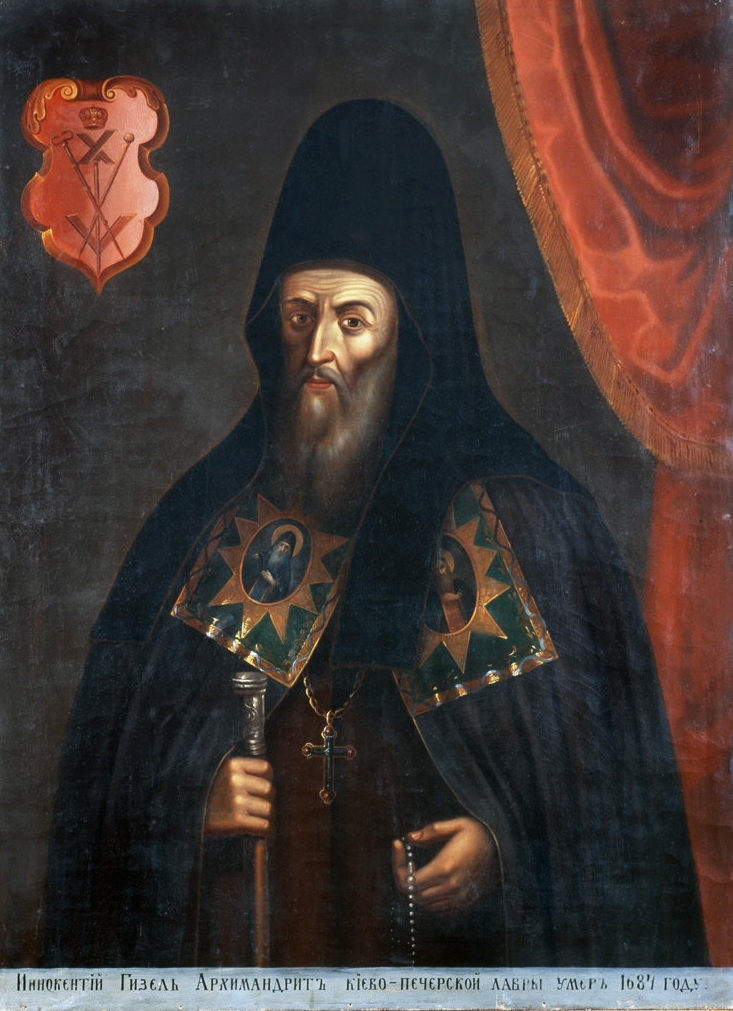
Innocenty Gizel

Innocenty Gizel (ur. 1600, zm. 8 listopada?/18 listopada 1683 w Kijowie) – prawosławny duchowny, w latach przełożony Ławry Peczerskiej, historyk.

## Życiorys
Pochodził z protestanckiej rodziny z Prus, tam też uzyskał podstawowe wykształcenie. W Kijowie dokonał konwersji na prawosławie. W końcu lat 30. XVII w. podjął naukę w Kolegium Kijowsko-Mohylańskim. W latach 1640–1642 kierował szkołą w Hoszczy i monasterem Opieki Matki Bożej w Hoszczy. Joannicjusz Galatowski zapisał, że Innocenty brał udział w synodzie, który w 1640 odbył się w Kijowie w celu przedyskutowania treści Katechizmu metropolity Piotra Mohyły.
Po ukończeniu kolegium mohylańskiego został skierowany za granicę na dalszą naukę, jednak nie wiadomo, gdzie się kształcił (jako możliwe ośrodki wymieniane są Królewiec, Rostock, Lwów). Niektóre źródła podają, że uzyskał nie tylko wykształcenie filozoficzne i teologiczne, ale również w zakresie nauk prawnych i historii, wydaje się jednak, że pogląd ten nie ma podstaw.
W latach 1645–1647 wykładał filozofię w Kolegium Kijowsko-Mohylańskim. W czerwcu 1646 brał udział w dyspucie teologicznej w Kijowie, dotyczącej pochodzenia Ducha Świętego, w której jego adwersarzem był jezuita Czychowski. On też w 1649 wydał tekst dyskusji pod tytułem Colloquium Kioviense. Według niektórych źródeł w latach 1645–1646 Innocenty kierował jako ihumen monasterem Przemienienia Pańskiego w Dziatłowiczach.
W 1646 został przełożonym monasteru Objawienia Pańskiego w Kijowie. W tym samym roku mianowano go również rektorem kolegium mohylańskiego. Brał udział w elekcji Sylwestra Kossowa na urząd metropolity kijowskiego po śmierci Piotra Mohyły. W 1650 Innocenty został przełożonym monasteru św. Cyryla w Kijowie. Dwa lata później przeszedł do monasteru św. Mikołaja w Kijowie, zaś od 1656 do śmierci był archimandrytą Ławry Peczerskiej.
Po przyłączeniu Ukrainy Lewobrzeżnej do Rosji archimandryta Innocenty był posłem metropolity kijowskiego Sylwestra do cara Aleksego, do obozu pod Smoleńskiem. Przekazał wówczas rosyjskiemu władcy życzenie metropolity, by nie przechodzić z jurysdykcji Patriarchatu Konstanynopolitańskiego do Rosyjskiego Kościoła Prawosławnego. Car przyjął od delegatów przysięgę wierności i zapowiedział, że statusem kanonicznym metropolii zajmie się po powrocie do Moskwy.
Po śmierci metropolity Sylwestra w 1657 część duchowieństwa metropolii kijowskiej wysunęła kandydaturę Innocentego na wakującą katedrę i starała się uzyskać dla niej poparcie posła carskiego Kikina. Wojewoda rosyjski Buturlin namawiał archimandrytę, by z całym monasterem przyjął jurysdykcję patriarchy moskiewskiego i całej Rusi. Ostatecznie jednak wybrany na metropolitę został kandydat popierany przez Iwana Wyhowskiego, dotychczasowy biskup łucki Dionizy Bałaban.
W końcu lat 50. XVII w. Innocenty i przełożony Monasteru Leszczyńskiego Józef wspólnie napisali list do cara Aleksego I, w którym wzywali go, by podjął działania na rzecz likwidacji Kościoła unickiego na ziemiach białoruskich. Był przeciwnikiem unii hadziackiej. Gdy Józef został wybrany na metropolitę kijowskiego, Innocenty był jego bliskim współpracownikiem. Obaj cieszyli się znacznym autorytetem wśród wiernych. Jako archimandryta pieczerski Innocenty kierował monasterską drukarnią.

## Twórczość
Zachował się łaciński tekst jego wykładów pt. Opus totius philosophiae, złożony z czterech części, poświęconych logice i dialektyce, fizyce, metafizyce oraz „dysput o Bogu i aniołach”. Innocenty jest również autorem polemicznego tekstu w obronie prawosławia pt. Prawdziwa wiara stara Cerkwie Wschodniey prawosławno-catholickiey, redagowanego następnie przez Łazarza Baranowicza.
Autorstwo innych tekstów, które tradycyjnie przypisywano Innocentemu, budzi pewne wątpliwości. Poza niejednoznacznym świadectwem Dymitra (Tuptały) nie ma dowodów na to, że Innocenty władał językiem ruskim lub językiem cerkiewnosłowiańskim w stopniu pozwalającym na swobodne pisanie. Jego zachowane listy do Łazarza Baranowicza pisane były po polsku lub po łacinie. Wśród tekstów, które uważa się za dzieła Innocentego, wymienia się traktat z zakresu teologii moralnej Mir s Bogom czełowieku wydany w 1669 w Kijowie (z pewnością był jej redaktorem). Mir z Bogom... jest kompilacją tekstów dominikanina Mościckiego, różnych tekstów wydanych przy kolegium mohylańskim, Pateryku Kijowsko-Pieczerskiego, rzymskiego katechizmu, Summy Tomasza z Akwinu.
Analogicznie niepewna jest kwestia autorstwa Synopsis – pierwszego rosyjskiego podręcznika historii wydanego w Kijowie w roku 1674. Niektórzy autorzy opowiadają się za tym, że jest to dzieło Innocentego, podczas gdy inni stanowczo odrzucają taką tezę, inni zaś uważają, że archimandryta był jedynie redaktorem tekstu. Według kolejnej wersji głównym autorem Synopsis był archimandryta Józef Tryzna, zaś Innocenty napisał jedynie wstęp i zakończenie.